# Mala Bršljanica
Mala Bršljanica is een plaats in de gemeente Garešnica in de Kroatische provincie Bjelovar-Bilogora. De plaats telt 75 inwoners (2001).